# Büchelturm

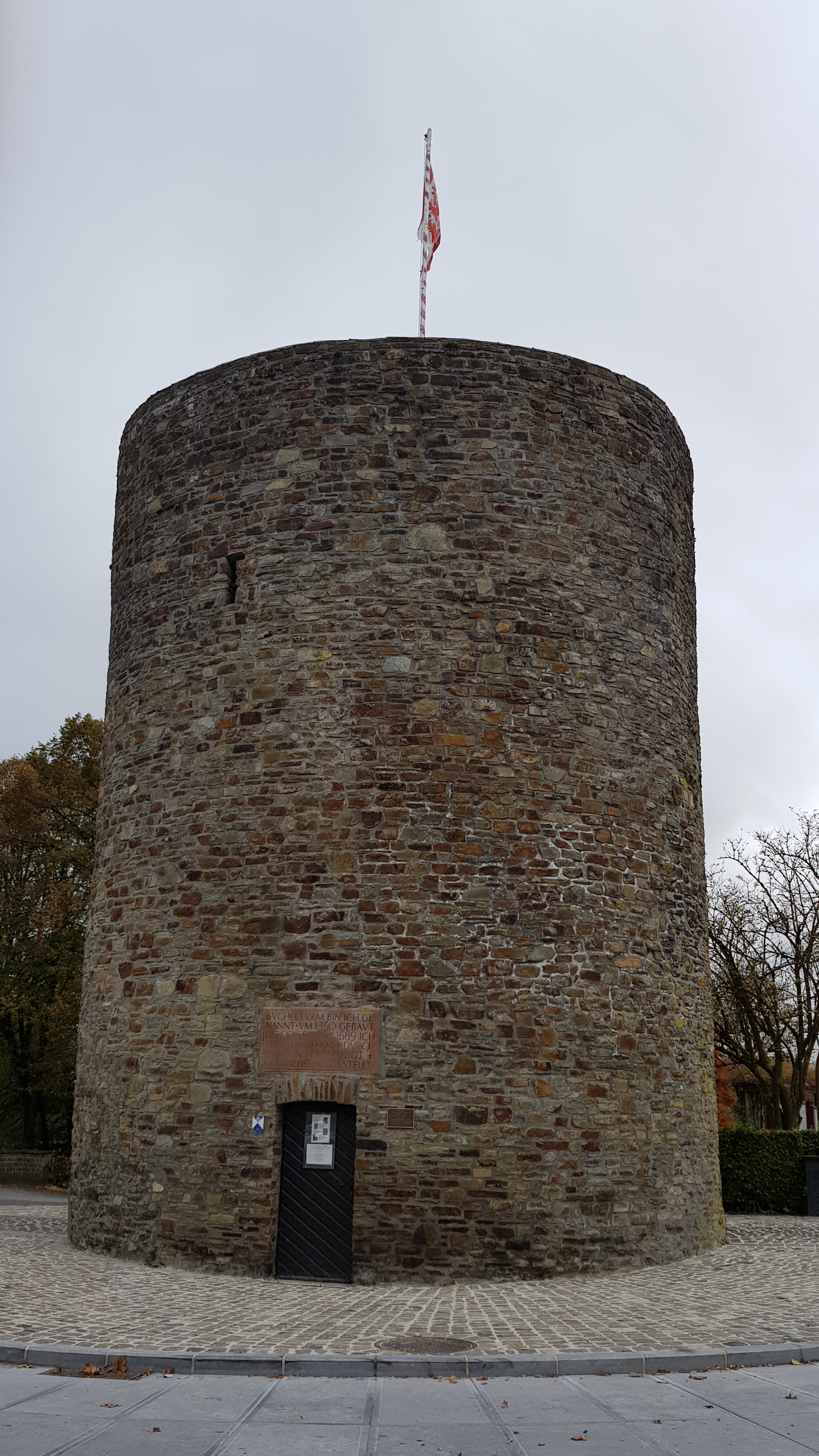
Büchelturm

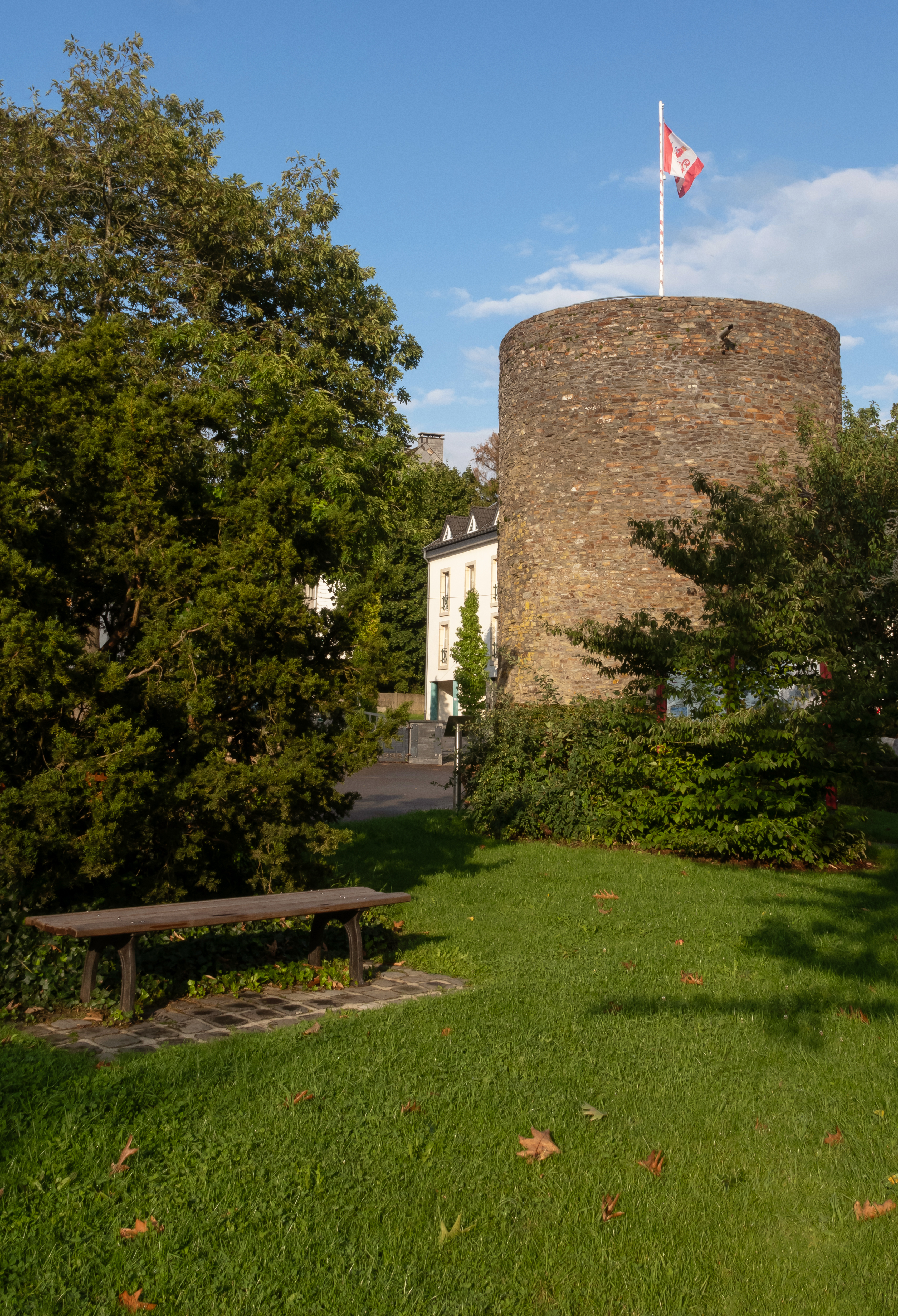
Sankt Vith, toren: de Büchel Turm

De Büchelturm is een restant van de stadsmuur van de Luikse stad Sankt Vith.
De stadsmuur om de toenmalige stad Vither Markt werd opgericht in 1350 door Jan van Valkenburg en omvatte zeven torens. In 1689 werd de stadsmuur geslecht, waarbij één toren gespaard bleef. Deze raakte weliswaar in verval tot een ruïne, en ook liep hij schade op tijdens de kerstbombardementen van 1944. In 1961 werd hij echter weer hersteld.
Het is een cilindrische toren, opgetrokken uit breuksteen.